# Wilfred Tomkinson
Wilfred Tomkinson (ur. 15 listopada 1877, zm. 7 października 1971) – brytyjski wojskowy, wiceadmirał Royal Navy, uczestnik I wojny światowej, pierwszy dowódca krążownika liniowego „Hood”, we wrześniu 1931 roku pełniący obowiązki dowódcy Floty Atlantyckiej podczas buntu w Invergordon.

## Życiorys
Wilfred Tomkinson wstąpił do Royal Navy w 1891 roku. W 1900 roku uczestniczył w tłumieniu powstania bokserów w Chinach. W 1907 roku ożenił się z Edith Joan Bittleston, z którą mieli syna i cztery córki. Podczas I wojny światowej uczestniczył w rajdzie na Zeebrugge i Ostendę pod komendą Rogera Keyesa, z którym służył w Chinach i związał swą karierę w marynarce.
W latach 1920–1921 był pierwszym dowódcą największego ówcześnie okrętu wojennego świata, krążownika liniowego „Hood”. W 1926 roku został szefem sztabu admirała Keyesa, wówczas dowódcy Floty Śródziemnomorskiej. Awansowany w następnym roku do stopnia kontradmirała (Rear Admiral), pełnił funkcję asystenta szefa sztabu morskiego Admiralicji. W 1929 roku objął dowodzenie Eskadrą Krążowników Liniowych (Battle Cruiser Squadron) Floty Atlantyckiej, powracając na „Hooda” jako admirał. We wrześniu 1931 roku objął obowiązki dowodzącego Flotą Atlantycką, w zastępstwie chorego admirała Michaela H. Hodgesa. W tym czasie wśród marynarzy brytyjskich wybuchł bunt na tle planowanych obniżek (nawet do 25%) żołdu. Tomkinson brał czynny udział w rozwiązaniu sporu a wykazywane przezeń zrozumienie dla żądań marynarzy spowodowało niechęć doń urzędników Admiralicji. W następnym roku został przeniesiony w stan spoczynku w stopniu wiceadmirała (Vice Admiral).
Był odznaczony między innymi Orderem Łaźni, Królewskim Królewskim Orderem Wiktoriańskim, włoskim Orderem św. Maurycego i Łazarza, belgijskim Orderem Leopolda, francuskim Krzyżem Wojennym oraz złotym medalem Royal Humane Society. Ostatnie lata życia spędził w Devizes. Zmarł w 1971 roku.